# Шацман, Самюэль
Самюэль Шацман (нем. Samuel Schatzmann, 12 октября 1955 — 2 ноября 2016, Офтринген, кантон Аргау, Швейцария) — швейцарский конник, серебряный призёр летних Олимпийских игр в Сеуле (1988), чемпион Европы (1989).

## Карьера
На летних Олимпийских играх в Сеуле (1988) на Рохусе завоевал серебряную медаль в командных соревнованиях по выездке. В индивидуальной выездке он не сумел выйти в финальный раунд.
Год спустя стал третьим призером в командном зачете на чемпионате Европы по выездке в Мондорф-ле-Бене.
Являлся доктором юридических наук и занимался предпринимательством. Содействовал вестфальскому коневодству, например, как заводчик, сотрудничая с Северным Рейнско-Вестфальским государственным племенным заводом "Варендорф". В 2015 г. был награжден за заслуги в развитии вестфальской породы лошадей Серебряным знаком Вестфальской конной племенной книги. В течение нескольких лет занимал пост президента Центральной ассоциации конкура Швейцарии.